# Sörvåge
Sörvåge är en liten by cirka 1,2 mil utanför Örnsköldsvik. Byn är en av de äldre i Örnsköldsviks kommun, då det finns vissa spår som tyder på att människor har bott på platsen i cirka 500 år. I Sörvåge finns många sommarstugor.[källa behövs]
Sveriges tidigare statsminister Stefan Löfven har ett fritidshus i Sörvåge.